# 福田赳夫内閣 (改造)
福田赳夫改造内閣（ふくだたけおかいぞうないかく）は、福田赳夫が第67代内閣総理大臣に任命され、1977年（昭和52年）11月28日から1978年（昭和53年）12月7日まで続いた日本の内閣。
前の福田赳夫内閣の改造内閣である。

## 概要
1977年（昭和52年）に起きた日本赤軍によるダッカ事件で福田一が法務大臣を辞任したことを受け、第82回臨時国会終了後に人心一新の意味合いもあって行われたものである。
組閣後の会見で福田は、経済企画庁長官に宮澤喜一を、対外経済担当大臣に牛場信彦を任命したことを引き合いに出し、この内閣を「空飛ぶ福田内閣」と命名した。
この福田赳夫改造内閣時代のトピックスとしては、
1. 新東京国際空港（現・成田国際空港）の開港：1978年（昭和53年）5月20日
2. 中国政府との日本国と中華人民共和国との間の平和友好条約（日中平和友好条約）調印：1978年（昭和53年）8月12日

が挙げられる。
与党・自民党の総裁改選を控えた福田は、総裁再選への流れを作るために衆議院を解散して民意を問うことを検討したが、福田政権の長期化をよしとしない田中派の防衛庁長官・金丸信が「大義名分のない解散には反対する。解散が閣議で諮られたら署名を拒否する。」と公言。福田は金丸を注意するが、結局解散できぬまま総裁選に臨み、敗退して内閣も総辞職する。日本国憲法下で与党党首選での敗北により総辞職した内閣はこれが唯一である。

## 内閣の顔ぶれ・人事
所属政党・出身

  自由民主党   民間・中央省庁

### 国務大臣
| 職名                                           | 氏名         | 氏名 | 出身等                         | 特命事項等                     | 備考                |
| ---------------------------------------------- | ------------ | ---- | ------------------------------ | ------------------------------ | ------------------- |
| 内閣総理大臣                                   | 福田赳夫     |      | 衆議院 自由民主党 （福田派）   |                                | 自由民主党総裁 留任 |
| 法務大臣                                       | 瀬戸山三男   |      | 衆議院 自由民主党 （福田派）   |                                | 留任                |
| 外務大臣                                       | 園田直       |      | 衆議院 自由民主党 （福田派）   |                                | 再入閣              |
| 大蔵大臣                                       | 村山達雄     |      | 衆議院 自由民主党 （大平派）   |                                | 初入閣              |
| 文部大臣                                       | 砂田重民     |      | 衆議院 自由民主党 （大平派）   |                                | 初入閣              |
| 厚生大臣                                       | 小沢辰男     |      | 衆議院 自由民主党 （田中派）   |                                | 再入閣              |
| 農林大臣                                       | 中川一郎     |      | 衆議院 自由民主党 （無派閥）   |                                | 初入閣              |
| 農林水産大臣                                   | 中川一郎     |      | 衆議院 自由民主党 （無派閥）   | 1978年（昭和53年）7月5日に改称 |                     |
| 通商産業大臣                                   | 河本敏夫     |      | 衆議院 自由民主党 （三木派）   |                                | 再入閣              |
| 運輸大臣                                       | 福永健司     |      | 衆議院 自由民主党 （大平派）   |                                | 再入閣              |
| 郵政大臣                                       | 服部安司     |      | 衆議院 自由民主党 （大平派）   |                                | 初入閣              |
| 労働大臣                                       | 藤井勝志     |      | 衆議院 自由民主党 （三木派）   |                                | 初入閣              |
| 建設大臣 国土庁長官                            | 櫻内義雄     |      | 衆議院 自由民主党 （中曽根派） |                                | 再入閣              |
| 自治大臣 国家公安委員会委員長 北海道開発庁長官 | 加藤武徳     |      | 参議院 自由民主党 （福田派）   |                                | 初入閣              |
| 内閣官房長官                                   | 安倍晋太郎   |      | 衆議院 自由民主党 （福田派）   |                                | 再入閣              |
| 総理府総務庁長官 沖縄開発庁長官                | 稲村佐近四郎 |      | 衆議院 自由民主党 （中曽根派） |                                | 初入閣              |
| 行政管理庁長官                                 | 荒舩清十郎   |      | 衆議院 自由民主党 （椎名派）   |                                | 再入閣              |
| 防衛庁長官                                     | 金丸信       |      | 衆議院 自由民主党 （田中派）   |                                | 再入閣              |
| 経済企画庁長官                                 | 宮澤喜一     |      | 衆議院 自由民主党 （大平派）   |                                | 再入閣              |
| 科学技術庁長官                                 | 熊谷太三郎   |      | 参議院 自由民主党              | 原子力委員会委員長             | 初入閣              |
| 環境庁長官                                     | 山田久就     |      | 衆議院 自由民主党 （田中派）   |                                | 初入閣              |
| 国務大臣                                       | 牛場信彦     |      | 民間                           | 対外経済担当                   | 初入閣              |

### 内閣官房副長官・内閣法制局長官・総理府総務副長官
| 職名             | 氏名     | 出身等                       | 備考                                      |
| ---------------- | -------- | ---------------------------- | ----------------------------------------- |
| 内閣官房副長官   | 森喜朗   | 衆議院／自由民主党（福田派） | 政務担当                                  |
| 内閣官房副長官   | 道正邦彦 | 官僚                         | 事務担当、留任                            |
| 内閣法制局長官   | 真田秀夫 | 官僚                         | 留任                                      |
| 総理府総務副長官 | 越智通雄 | 衆議院／自由民主党（福田派） | 政務担当                                  |
| 総理府総務副長官 | 秋山進   | 官僚                         | 事務担当、留任 1978年（昭和53年）4月7日免 |
| 総理府総務副長官 | 秋富公正 | 官僚                         | 事務担当 1978年（昭和53年）4月7日任       |

## 政務次官
前内閣の政務次官が1977年（昭和52年）11月30日に退任し、同日付で新たな政務次官を任命した。ただし、法務政務次官・青木正久は前内閣からの留任。
- 法務政務次官 - 青木正久（留任）
- 外務政務次官 - 愛野興一郎
- 大蔵政務次官 - 稲村利幸・井上吉夫
- 文部政務次官 - 近藤鉄雄
- 厚生政務次官 - 戸井田三郎
- 農林政務次官 - 今井勇・初村滝一郎：- 1978年（昭和53年）7月5日
- 農林水産政務次官 - 今井勇・初村滝一郎：1978年（昭和53年）7月5日 -
- 通商産業政務次官 - 野中英二・平井卓志
- 運輸政務次官 - 三塚博
- 郵政政務次官 - 宮崎茂一
- 労働政務次官 - 向山一人
- 建設政務次官 – 塚田徹
- 自治政務次官 - 染谷誠
- 行政管理政務次官 - 藤川一秋
- 北海道開発政務次官 - 阿部文男
- 防衛政務次官 - 竹中修一
- 経済企画政務次官 - 前田治一郎
- 科学技術政務次官 - 上條勝久
- 環境政務次官 – 大鷹淑子
- 沖縄開発政務次官 - 佐藤信二
- 国土政務次官 - 丹羽久章